# Juan José Novo
Juan José Novo López (* 10. Februar 1922 in Avellaneda, Argentinien; † 2001 in Cuernavaca, Mexiko), auch bekannt unter den Spitznamen Cerebro und Chinchilla, war ein argentinischer Fußballspieler, der vorwiegend im Mittelfeld agierte.

## Leben
Novo begann seine fußballerische Laufbahn in Argentinien und wechselte 1945 ins Nachbarland
Uruguay, wo er sich den Montevideo Wanderers anschloss. Ein Jahr später verließ er Südamerika und spielte fortan in der mexikanischen Liga: zunächst für den Club San Sebastián de León und anschließend Atlas Guadalajara, wo er in der Saison 1950/51 den Meistertitel gewann. Seine letzte Saison 1952/53 verbrachte er beim León FC.
Nach Beendigung seiner aktiven Laufbahn zog es ihn nach Guadalajara zurück, wo er während seiner aktiven Zeit bei Atlas seine zukünftige Frau Angélica kennengelernt hatte.
Novo starb 2001 in Cuernavaca, der Hauptstadt des mexikanischen Bundesstaates Morelos, nachdem er zuvor an Alzheimer erkrankt war.

## Erfolge
- Mexikanischer Meister: 1951